# T.A. Wiherheimo
Toivo Antero Viherheimo (till 1906 Grönhag), T.A. Wiherheimo, född 13 juli 1898 i Helsingfors, död där 5 mars 1970, var en finländsk politiker. Han var bror till Alli Wiherheimo.
Wiherheimo blev filosofie magister 1919, var statistiker vid Statistiska centralbyrån 1921–1929, ombudsman vid Finlands industriförbund 1931–1932 och överombudsman vid Centralhandelskammaren 1949–1964. Han var ledamot av Finlands riksdag för Samlingspartiet 1948–1966, andre handelsminister 1953–1954, försvarsminister och andre handels- och industriminister 1958–1959, handels- och industriminister 1962–1963 och 1964–1966. Han tilldelades ministers titel 1966.